# Comité Paralímpico Bareiní
El Comité Paralímpico Bareiní (en árabe: اللجنة البارالمبية البحرينية) es el comité paralímpico nacional que representa a Baréin. Esta organización es la responsable de las actividades deportivas paralímpicas en el país. Es miembro del Comité Paralímpico Internacional y del Comité Paralímpico Asiático.